# 坐骨神經痛
坐骨神經痛（拉丁語：Sciatica），也被稱為坐骨神經炎或腰椎神經根病變，它的症狀是背部與腿部的疼痛。疼痛的範圍上自背部，下至腿部的背側、外側、或正面。一般而言，症狀只出現在身體的一側，但部分原因造成的坐骨神經痛則可能兩側都有症狀。坐骨神經痛患者有時同時會患有下背痛，有時腿部與足部也會有無力或麻木的症狀。
大約有九成的坐骨神經痛都源自於椎間盤突出，因而壓迫腰薦神經根所導致的疼痛。其他原因來自於椎間滑脫、脊柱狹窄、梨狀肌症候群、骨盆腫瘤，甚至有可能源自懷孕期間胎兒的頭部壓迫。直腿抬高測驗對於診斷相當有幫助。如果當病人仰臥，將腿伸直並舉起時，感到膝蓋以下劇烈疼痛，則測驗結果為陽性。大多數案例的診斷都無須醫學影像。除非當小腸和膀胱功能已經受到影響、肢體明顯失去感覺或感到無力、相關症狀已經持續一段時間、腫瘤或感染為鑑別診斷之一，則需要醫學影像協助診斷。髖部的疾病或是還未出現紅疹的帶狀皰疹前期，都有可能出現類似於坐骨神經痛的症狀。
初期治療一般以止痛藥為主。一般建議活動應該要量力而為。九成以上的疼痛將會在六周之內得到緩解。如果疼痛持續六周以上或是變的過於劇烈，也許應該考慮進行手術。手術對於快速緩解疼痛有幫助，但長期效益仍然不明。當腸道或膀胱也開始出現併發症時也應該考慮手術。其他使用類固醇、加巴喷丁、針灸甚至是整脊等治療，實證性仍然不足。
約有2－40%的人曾在一生中某個時刻得到此症。坐骨神經痛最常見於40~50多歲的族群，而且男性多於女性。坐骨神經痛的症狀在古代就已被知悉。目前已知最早使用Sciatica來描述坐骨神經痛是在1451年。